# Pszeudoefedrin
A pszeudoefedrin egy alfa-agonista hatású szimpatomimetikum, aminek alfa-mimetikus aktivitása erősebb a béta-mimetikus aktivitásánál és kismértékben a központi idegrendszerre is stimuláló hatást fejt ki. Az efedrin dextroizomerje, mindkét anyag (pszeudoefedrin, efedrin) hatékonyan csökkenti az orrdugulást. Az erekben is alfa adrenerg receptor izgalmat váltanak ki, így összehúzzák az orr nyálkahártyában a kitágult arteliolákat és csökkentik a véráramlást az eldugult területen.
A pszeudoefedrin a felső légutak gyulladásos-hypersecretoricus nyálkahártyáira és a spasticusan összehúzódott bronchusizomzatra hatva tartósan csökkenti a nyálkahártya-duzzanatot, indirekt szimpatomimetikus hatást fejt ki, noradrenalin felszabadítás révén.
Ismert és bizonyított mellékhatásai, heves szívdobogás, vérnyomásnövekedés, álmatlanság, pánik, akár hallucináció is. Elsőszámú prekurzora(kiindulási alapanyaga) a metamfetamin szintézisnek, leggyakrabban jód és vörösfoszfor keverékében reagáltatják, eltávolítják a β szénatomról az OH csoportot. Ezt megelőzendő a legtöbb országban vénykötelesek a pszeudoefedrin tartalmú készítmények, és az orvosirendelvény- hamisításokat megelőzendő nem részesülnek semmilyen támogatásban.
A pszeudoefedrin-hidroklorid gyorsan felszívódik a gyomor-bél rendszerből és a csúcskoncentrációját 1-3 óra múlva éri el. Mint a legtöbb szimpatomimetikum, részben metabolizálódik a májban. Főleg változatlan formában ürül a vizelettel. Átjut a placentán és a vér-agy gáton is. Az anyatejbe is kiválasztódik.